# 維珍薩摩亞航空

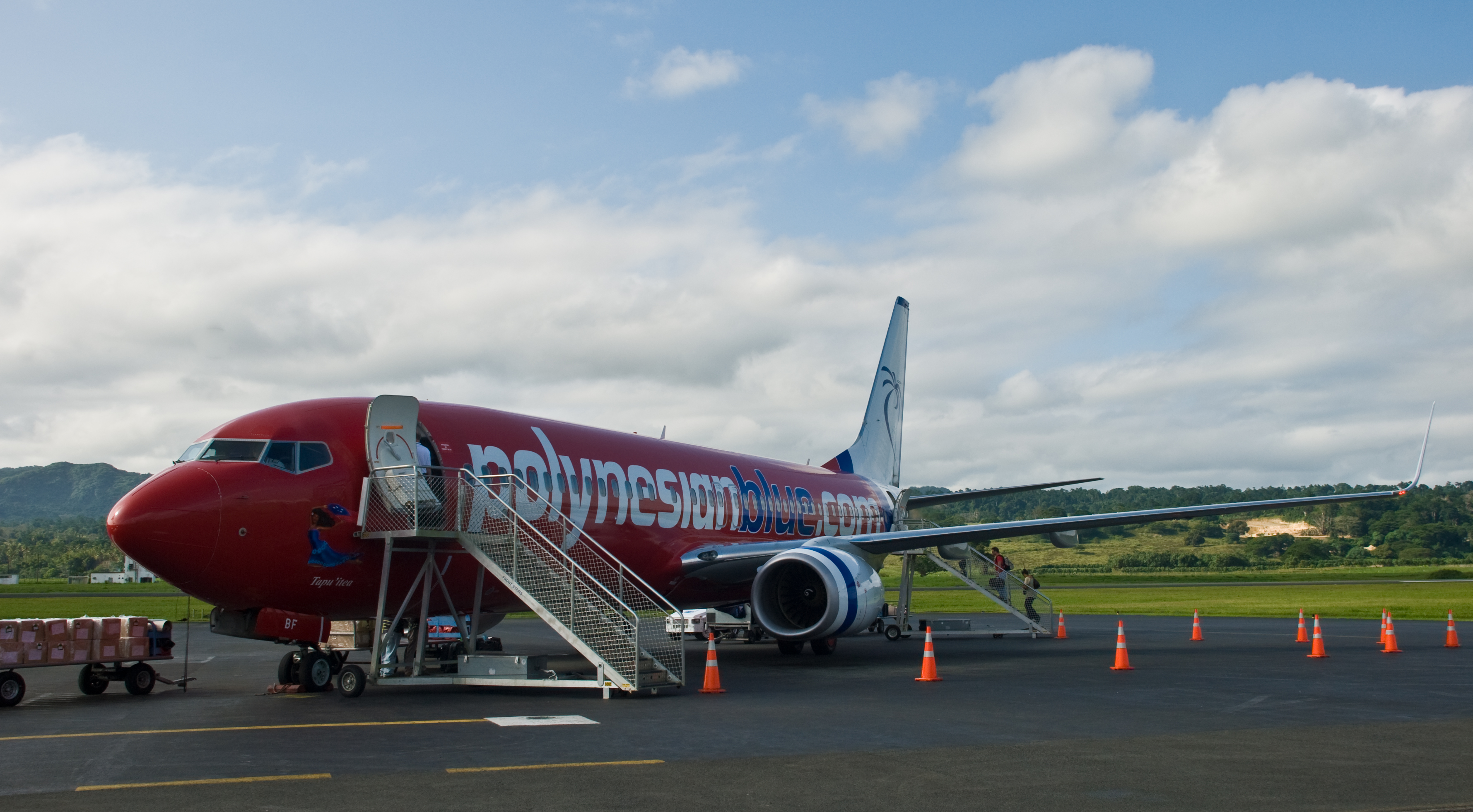
前身為玻里尼西亞藍航空的波音737-800

維珍薩摩亞航空（英語：Virgin Samoa）是一間為英國維珍集團旗下的一間航空公司。2017年停止營運。

## 历史
2005年創立時稱為「玻里尼西亞藍航空」，為維珍集團與薩摩亞政府合資，其主要服務為由薩摩亞出發至其他太平洋小島、澳洲及紐西蘭的航線。其總部設於澳洲布里斯本。

## 目的地
- - 雪梨（雪梨國際機場）
  - 布里斯本（布里斯本國際機場）
- 新西兰
  - 奧克蘭（奧克蘭國際機場）
- 萨摩亚
  - 阿皮亞（法萊奧洛國際機場）